# Wonders of the Universe (bok)
Wonders of the Universe är en bok av den teoretiska fysikern Brian Cox och Andrew Cohen, utgiven 2011. Boken handlar om kosmologi och universum, och förklaras på ett sätt som är förståeligt för den "allmänna läsaren". Boken är baserad på en serie med samma namn Wonders of the Universe.